# オグニェン・ヴラニェシュ
オグニェン・ヴラニェシュ（Ognjen Vranješ, 1989年10月24日 - ）は、ユーゴスラヴィア（現ボスニア・ヘルツェゴビナ）・バニャ・ルカ出身の元同国代表サッカー選手。ハタイスポル所属。ポジションはDF（センターバック）。
同じくサッカー選手のストヤン・ヴラニェシュは実兄。

## 経歴

### クラブ
地元クラブのFKボラツ・バニャ・ルカでプロデビュー。
2009年、レッドスター・ベオグラードに移籍した、定位置確保に苦しみレンタルで放出された。
2011年1月12日、ロシアのFCクラスノダールに完全移籍。
2012年12月12日、FCアラニア・ウラジカフカスに移籍。2013年5月、前十字靱帯断裂の重傷を負い、全治8ヶ月と診断された。
2014年1月、トルコのエラズースポルに移籍。9月、チェコの1. FKプシーブラムでトライアルを受けたが、契約には至らずエラズースポルに復帰。
2015年2月2日、ガズィアンテプスポルに移籍。2016年1月25日、双方合意の上で契約を解除した。
2016年1月26日、スペインのスポルティング・デ・ヒホンとシーズンいっぱいの契約を結んだ。この契約にはクラブが降格せず、かつ50パーセント以上プレーした場合、契約を1年延長するオプションが付いており、条件を満たしたためシーズン終了後にオプションが行使されたが、8月23日に契約取り消しでクラブと合意した。
2016年8月25日、FCトム・トムスクに加入しロシアへ復帰。
2016年12月22日、ギリシャのAEKアテネFCに移籍。2018年2月18日のクサンティFC戦でキャリア初のハットトリックを達成した。
2018年6月20日、ベルギーのRSCアンデルレヒトと4年契約を締結した。2019年6月、AEKアテネFCへシーズン終了までのローンで復帰。2020-21シーズン前半はヴァンサン・コンパニ監督の下で4試合の出場に止まると、2021年1月25日にシャルルロワSCへシーズン終了までのローンとなる。
2021年7月、AEKアテネFCに2年契約で復帰。
2022年7月、ハタイスポルに移籍。

### 代表
2010年8月、UEFA EURO 2012予選のルクセンブルク戦とフランス戦でボスニア・ヘルツェゴビナ代表として初招集。11月17日、スロバキアとのフレンドリーマッチでフル代表デビュー。
2014 FIFAワールドカップでは3戦目のイラン戦に途中出場した。
ロベルト・プロシネチキ監督時代の2019年2月には、ファンとの対立や戦争犯罪者モムチロ・ジュイッチのタトゥー、セルビア人歌手イェレナ・カルレウシャとのスキャンダルにより代表を追放された。

## 人物
2019年3月27日、母国での休暇を終えシャルルロワ空港に到着するが、提示したパスポートではベルギーでの居住許可が期限切れとなっていることが発覚。警察に身柄を拘束され難民キャンプで一夜を明かすが、翌日午前には入国が認められた。

## 代表歴

### 出場大会
- ボスニア・ヘルツェゴビナ代表
  - 2014 FIFAワールドカップ

### 試合数
- 国際Aマッチ 38試合 0得点（2010年-2018年）[29]

| ボスニア・ヘルツェゴビナ代表 | 国際Aマッチ | 国際Aマッチ |
| 年                           | 出場        | 得点        |
| ---------------------------- | ----------- | ----------- |
| 2010                         | 1           | 0           |
| 2011                         | 1           | 0           |
| 2012                         | 6           | 0           |
| 2013                         | 2           | 0           |
| 2014                         | 5           | 0           |
| 2015                         | 6           | 0           |
| 2016                         | 7           | 0           |
| 2017                         | 5           | 0           |
| 2018                         | 5           | 0           |
| 通算                         | 38          | 0           |

## タイトル
ボラツ・バニャ・ルカ
- プルヴァ・リーガRS : 2007-08

AEKアテネ
- スーパーリーグ :2017-18